# Евтихий (Качур)
Игумен Евтихий (в миру Евфимий Викторович Качур; 26 декабря 1891 (7 января 1892), слобода Алексеевка, Бирюченский уезд, Воронежская губерния — 3 декабря 1937, Бутовский полигон) — священнослужитель игумен, святой Русской православной церкви, причислен к лику святых как преподобномученик в 2000 году для общецерковного почитания.

## Биография
Родился 26 декабря 1891 года в день памяти священномученика Евфимия, епископа Сардийского.
До революции принял монашеский постриг с наречением имени Евтихий и вступил в число братии одного из киевских монастырей («Церковщина»). Рукоположение состоялось, видимо, после 1917 года.
Место служения иеромонаха Евтихия в 20-е годы неизвестно, но, как свидетельствует удостоверение о награждении его наперсным крестом, выданное в апреле 1929 года епископом Винницким Варлаамом (Козулей), управляющим Каменец-Подольской епархией, в это время он уже был настоятелем Маркиановского скита Винницкого округа этой епархии. В документе отмечалось, что иеромонах Евтихий награждён «за усердное исполнение священно-пастырских обязанностей и твердое стояние во Святом Православии». Спустя некоторое время иеромонах Евтихий был возведен в сан игумена.

## Аресты и мученическая кончина
В первый раз арестован в 1924 году, содержался под стражей 45 дней.
Во второй раз арестован в 1931 году, содержался под стражей 2 месяца.
К моменту ареста в 1937 году игумен Евтихий проживал в городе Зарайске Московской области. Его арестовали 22 ноября 1937 года по обвинению в антисоветской агитации и содержали под стражей в тюрьме Коломенского района.
27 ноября 1937 года Тройка НКВД приговорила игумена Евтихия (Качура) к расстрелу. Расстрелян 3 декабря 1937 года на полигоне НКВД в подмосковном посёлке Бутово.

## Реабилитация
27 июня 1989 года Качур Евфимий Викторович был посмертно реабилитирован прокуратурой Московской области РСФСР, по году репрессии: 1937.

## Канонизация
Причислен к лику святых новомучеников и исповедников Российских постановлением Священного синода от 27 декабря 2000 года.

1 апреля 2015 года по благословению Священного Синода Украинской Православной Церкви (журнал №15) во главе с Блаженнейшим Митрополитом Киевским и всея Украины Онуфрием было установлено празднование  Собора Святых Винницкой земли, куда среди прочих 15 подвижников, жизнь и подвиг которых связаны с Виннитчиной, был причислен и Преподобномученик Евтихий (Качур), пресвитер (+ 1937).

Дата празднования Собора Винницких Святых – 14 сентября (по новому стилю) в день начала индикта (церковного новолетия).